# Un vrai ami
Pour plus de détails, voir Fiche technique et Distribution.
Un vrai ami (Adivina quién soy en version originale) est un téléfilm thriller-horreur espagnol réalisé par Enrique Urbizu, diffusé en 2006.

## Synopsis
Estrella (Nerea Inchausti), une petite fille de 10 ans, vit seule avec sa mère Angela (Goya Toledo), depuis que son père est mort lorsqu'elle était petite. Elle est intelligente et bonne élève mais ne se fait pas beaucoup d'amis à l'école. Elle passe beaucoup de temps seule à la maison, car sa mère est infirmière dans un hôpital et travaille beaucoup pour subvenir à leurs besoins.
Estrella passe son temps à lire des histoires d'horreur ou à regarder des films qui font peur. Pour se sentir moins seule, elle se fait des amis des monstres qu'elle voit dans ses lectures et ses films : elle leur donne une apparence, leur parle, va à l'école avec eux et en retour, ils la protègent. 
Tandis qu'Angela a des relations sexuelles à droite et à gauche avec des inconnus, la petite fille se fait un nouvel ami, Vampire (Eduard Farelo). Mais il se peut bien que cet « ami » ne soit pas qu'un produit de son imagination.

## Fiche technique
- Titre français : Un vrai ami
- Titre original : Adivina quién soy
- Réalisation : Enrique Urbizu
- Production : Julio Fernández
- Musique : Mario de Benito
- Photographie : Unax Mendía
- Effets spéciaux : David Ambit
- Monteur : Pablo Blanco
- Pays d'origine :  Espagne
- Tournage :
  - Langues : anglais, français, espagnol
- Société de production et de distribution : Filmax
- Genre : thriller-horreur
- Durée : 71 min
- Dates de sortie : 
  -  Espagne : mars 2006 (sorti au cinéma et en DVD)
  -  France : 2007 (uniquement sorti en DVD)
  -  Royaume-Uni : 2007 (uniquement sorti en DVD)
- Film interdit aux moins de 12 ans.

## Distribution
- Nerea Inchausti : Estrella
- Goya Toledo : Angela
- Eduard Farelo : Vampire
- Aitor Mazo : Bubba
- Josep Maria Pou : Hombre gordo
- Mark Ullod  : Le professeur
- Andrés Marí : Le médecin légiste
- Rosana Pastor  : Marga

## Tournage
- Ce téléfilm fait partie de la gamme de films d'horreur en Espagne, Scary Stories « Películas para no dormir » (Films qui vous tiennent éveillés).